# Districts de Zambie

Districts de Zambie.

Les dix provinces de Zambie sont divisées en 116 districts.
L'article 109 dans la partie VIII de la constitution de la Zambie traite de l'administration territoriale. Il précise seulement qu'il doit exister une administration locale, et que cette administration doit être basée sur un conseil démocratiquement élu au suffrage universel direct.
Jusqu'en 2013, la Zambie était divisée en 72 districts. Il y en avait 103 en 2016. Cependant, depuis 2010, de nouveaux districts ont été créés, amenant à un total de 110. Le Président Edgar Lungu a en particulier créé de nombreux nouveaux districts, et a déjà prévu d'en créer de nouveaux prochainement.
Les 116 districts sont listés ci-dessous, par province :

## Province centrale

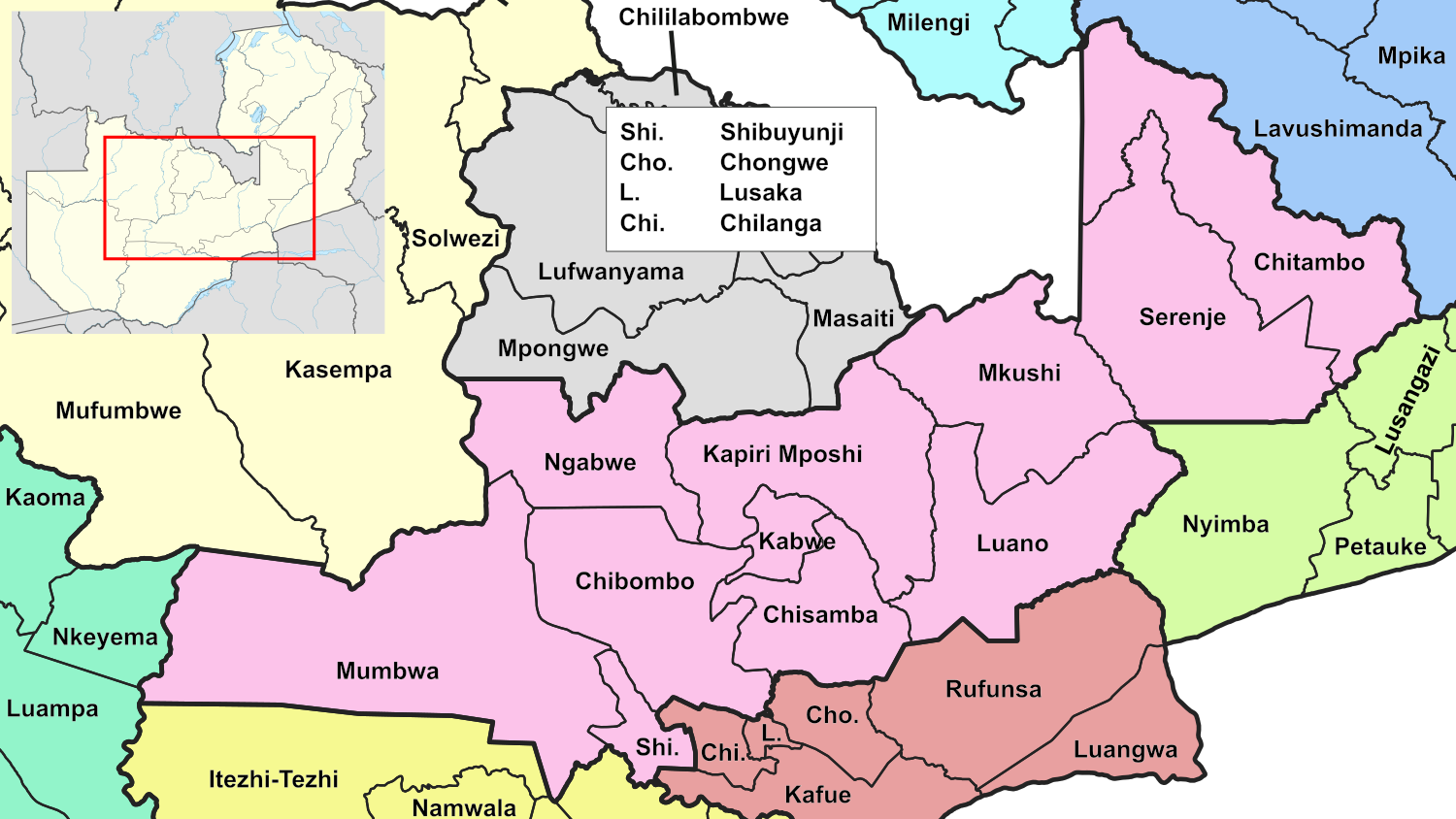
Districts de la Zambie centrale en 2022.

La province centrale est composée de 11 districts.
- Chibombo
- Chisamba
- Chitambo
- Kabwe
- Kapiri Mposhi
- Luano
- Mkushi
- Mumbwa
- Ngabwe
- Serenje
- Shibuyunji

## Copperbelt

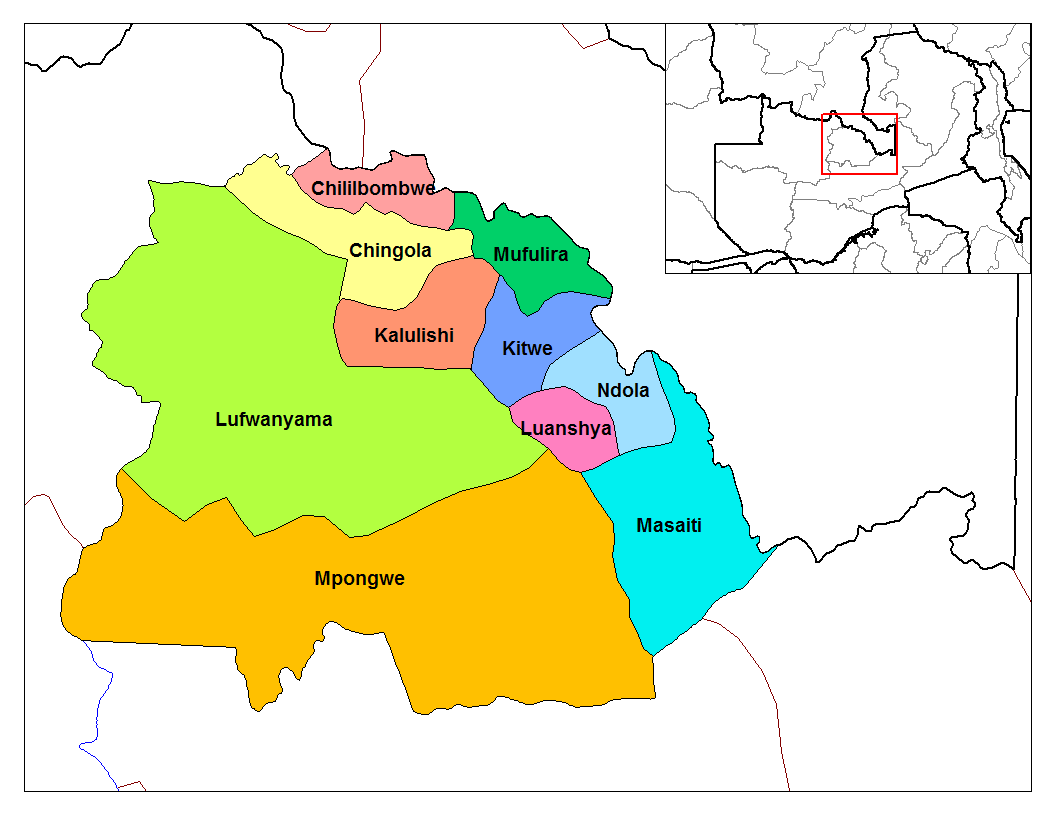
Districts de la Copperbelt en 2022.

La province Copperbelt est composée de 10 districts.
- Chililabombwe
- Chingola
- Kalulushi
- Kitwe
- Luanshya
- Lufwanyama
- Masaiti
- Mpongwe
- Mufulira
- Ndola

## Province orientale

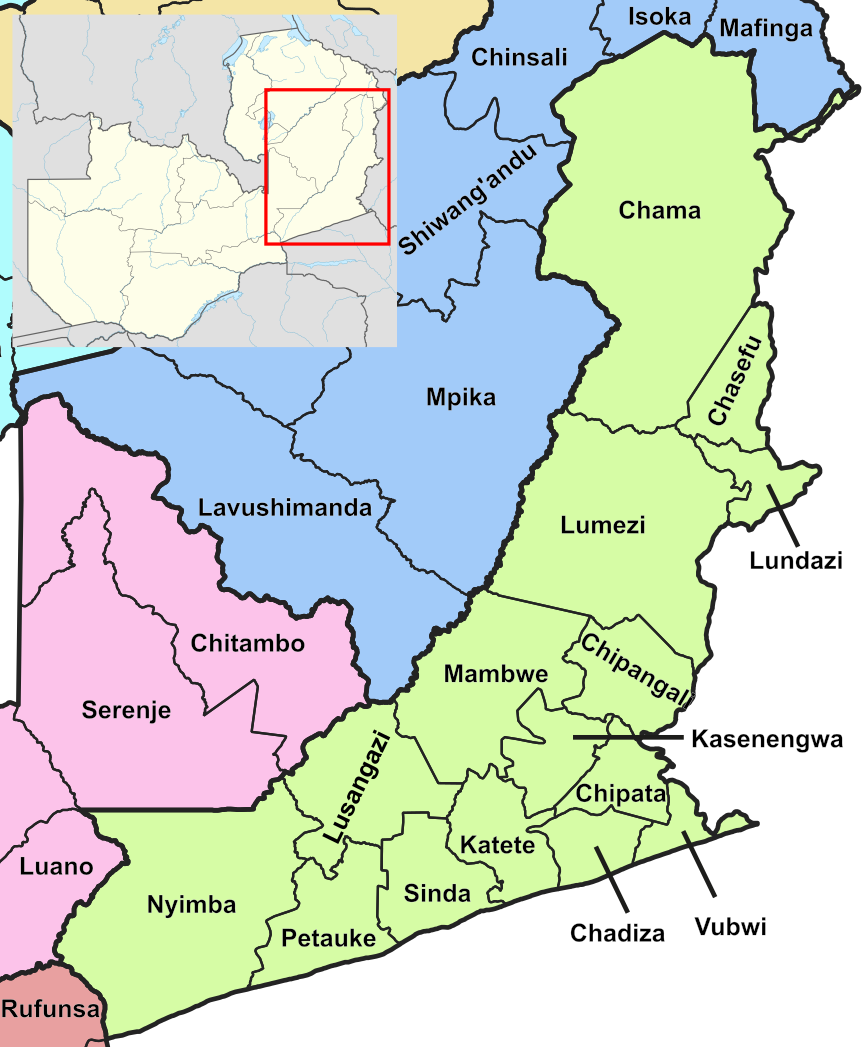
Districts de la Zambie orientale en 2022.

La province orientale est composée de 15 districts.
- Chadiza
- Chama
- Chasefu
- Chipangali
- Chipata
- Kasenengwa
- Katete
- Lumezi
- Lundazi
- Lusangazi
- Mambwe
- Nyimba
- Petauke
- Sinda
- Vubwi

## Province de Luapula

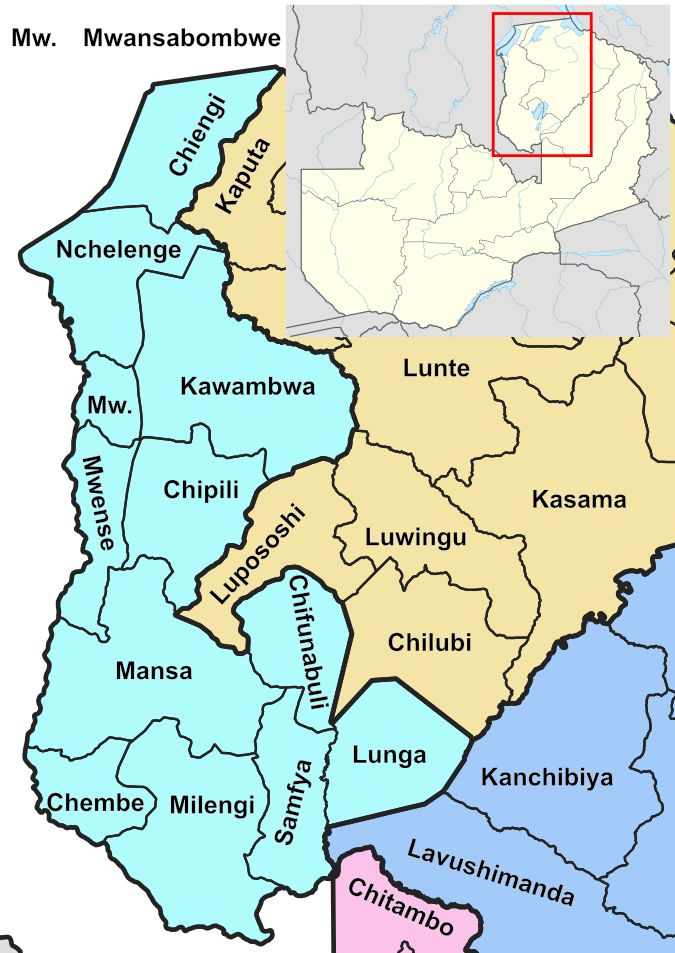
Districts de Luapula en 2022.

La province de Luapula est composée de 12 districts.
- Chembe
- Chiengi
- Chifunabuli
- Chipili
- Kawambwa
- Lunga
- Mansa
- Milenge
- Mwansabombwe
- Mwense
- Nchelenge
- Samfya

## Province de Lusaka

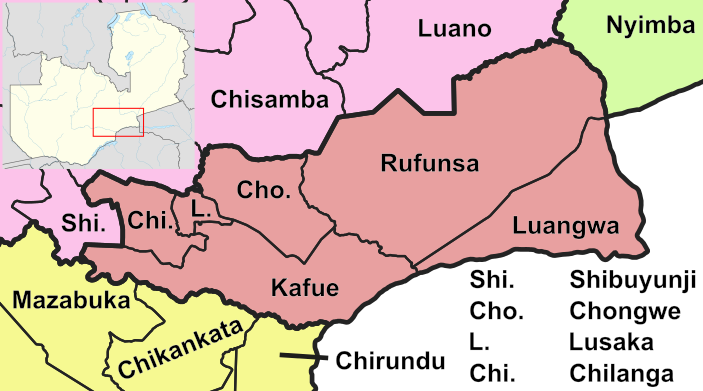
Districts de Lusaka en 2011.

La province de Lusaka est composée de 6 districts.
- Chilanga
- Chongwe
- Kafue
- Luangwa
- Lusaka
- Rufunsa

## Province de Muchinga

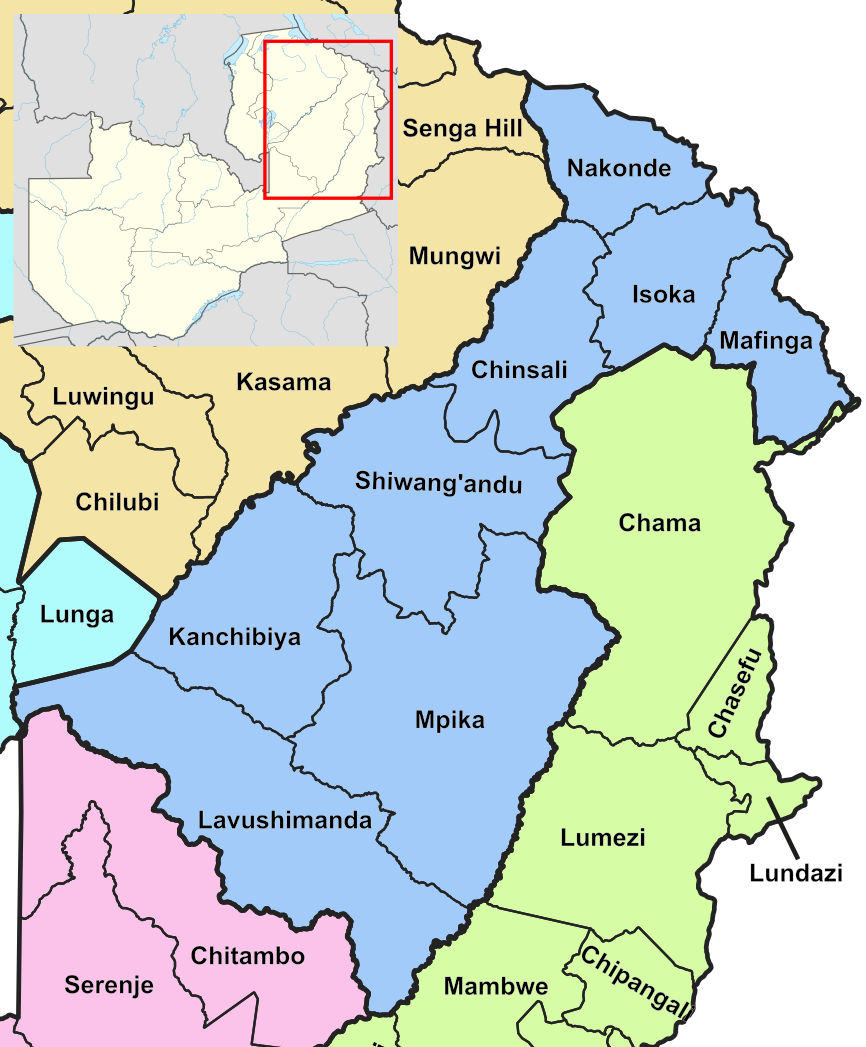
Districts de Muchinga en 2011.

La province de Muchinga est composée de 8 districts.
- Chinsali
- Isoka
- Kanchibiya
- Lavushimanda
- Mafinga
- Mpika
- Nakonde
- Shiwangandu

## Province nord-occidentale

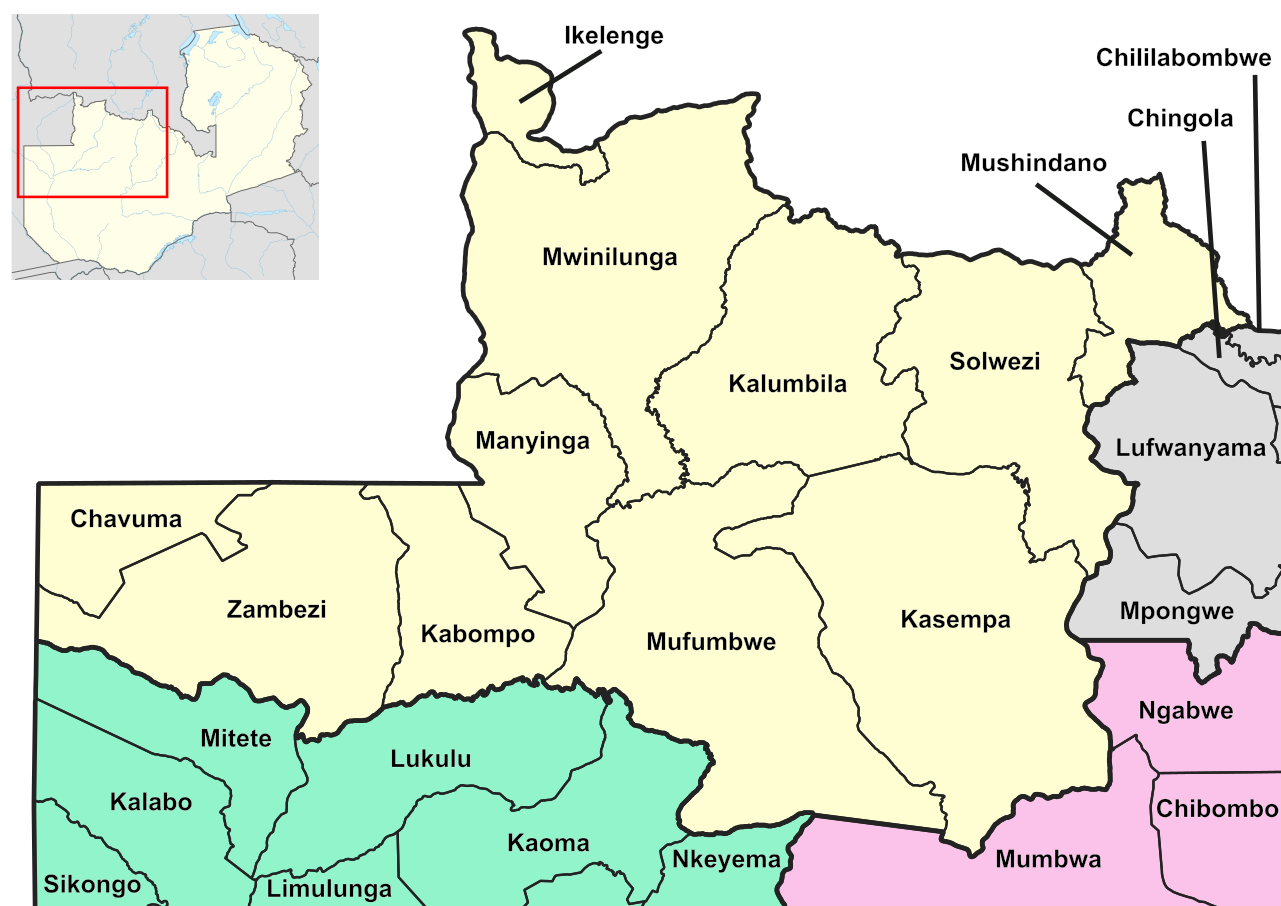
Districts de la Zambie Nord-Occidentale en 2022.

La province nord-occidentale est composée de 11 districts.
- Chavuma
- Ikelenge
- Kabompo
- Kasempa
- Kalumbila
- Manyinga
- Mufumbwe
- Mushindano
- Mwinilunga
- Solwezi
- Zambezi

## Province septentrionale

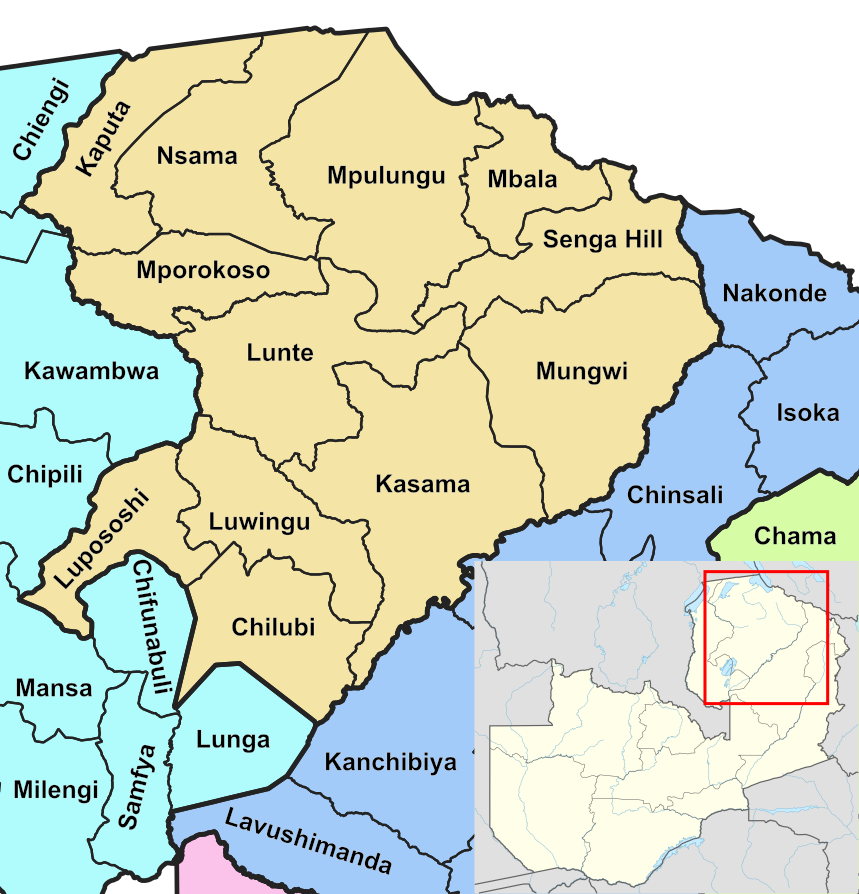
Districts de la Zambie septentrionale en 2022.

La province septentrionale est composée de 12 districts.
- Chilubi
- Kaputa
- Kasama
- Lunte
- Lupososhi
- Luwingu
- Mbala
- Mporokoso
- Mpulungu
- Mungwi
- Nsama
- Senga

## Province méridionale

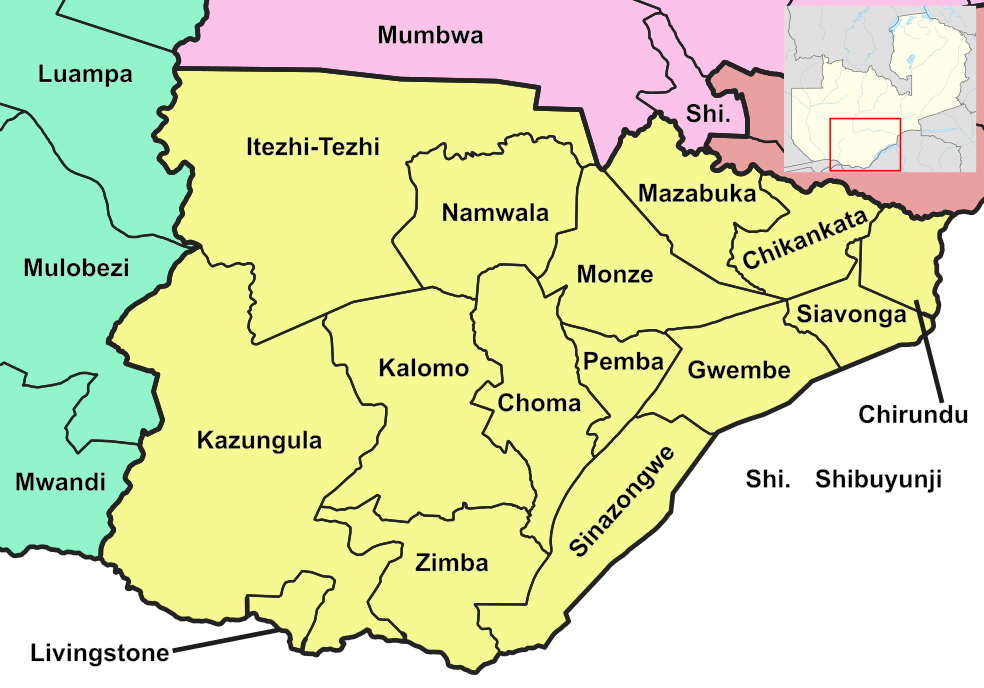
Districts de la Zambie méridionale en 2022.

La province méridionale est composée de 15 districts.
- Chikankata
- Chirundu
- Choma
- Gwembe
- Itezhi-Tezhi
- Kalamo
- Kazungula
- Livingstone
- Mazabuka
- Monze
- Namwala
- Pemba
- Siavonga
- Sinazongwe
- Zimba

## Province occidentale

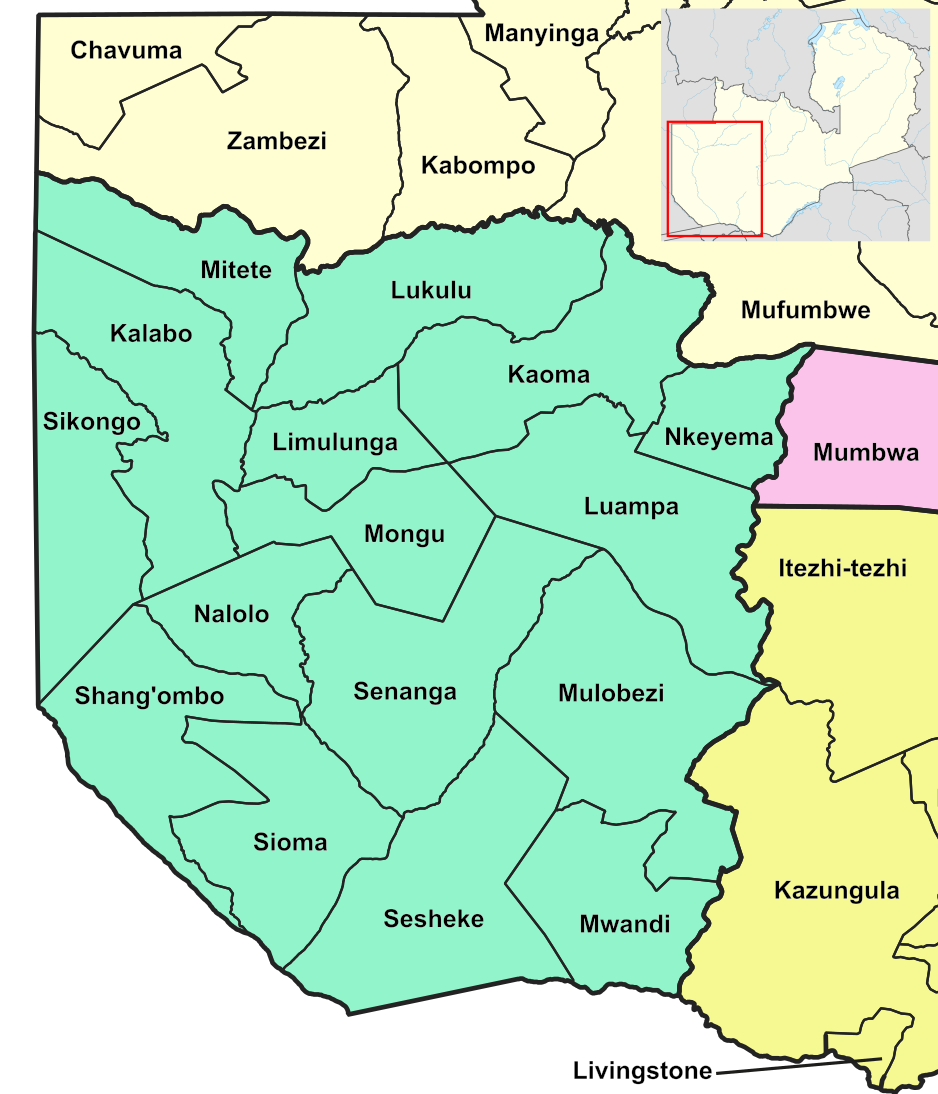
Districts de la Zambie occidentale en 2022.

La province occidentale est composée de 16 districts.
- Kalabo
- Kaoma
- Limulunga
- Luampa
- Lukulu
- Mitete
- Mongu
- Mulobezi
- Mwandi
- Nalolo
- Nkeyema
- Senanga
- Sesheke
- Shangombo
- Sikongo
- Sioma

## Sources
- (en) Cet article est partiellement ou en totalité issu de l’article de Wikipédia en anglais intitulé « Districts of Zambia » (voir la liste des auteurs).